# Здание драматического театра (Воронеж)

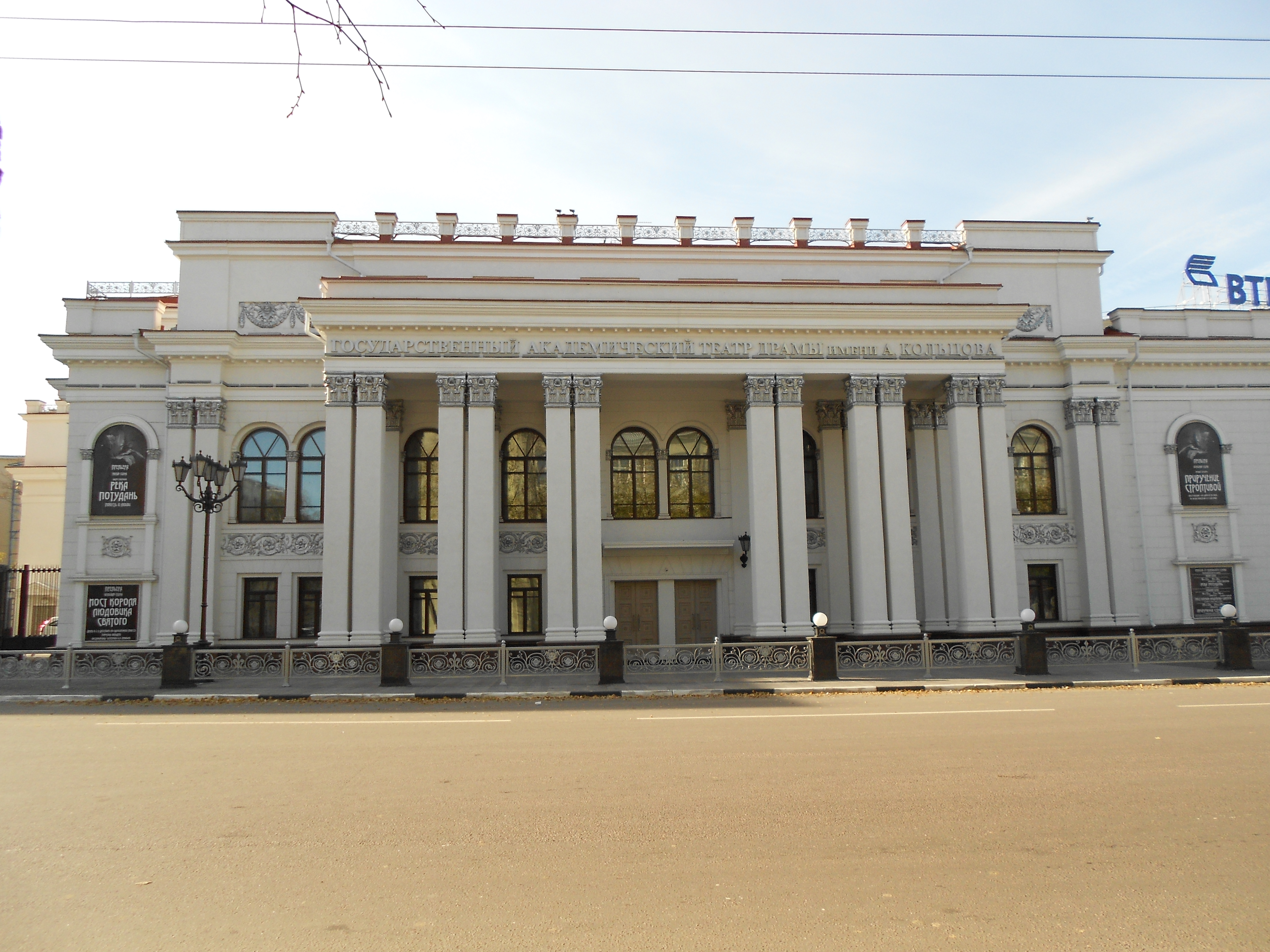
Главный фасад здания

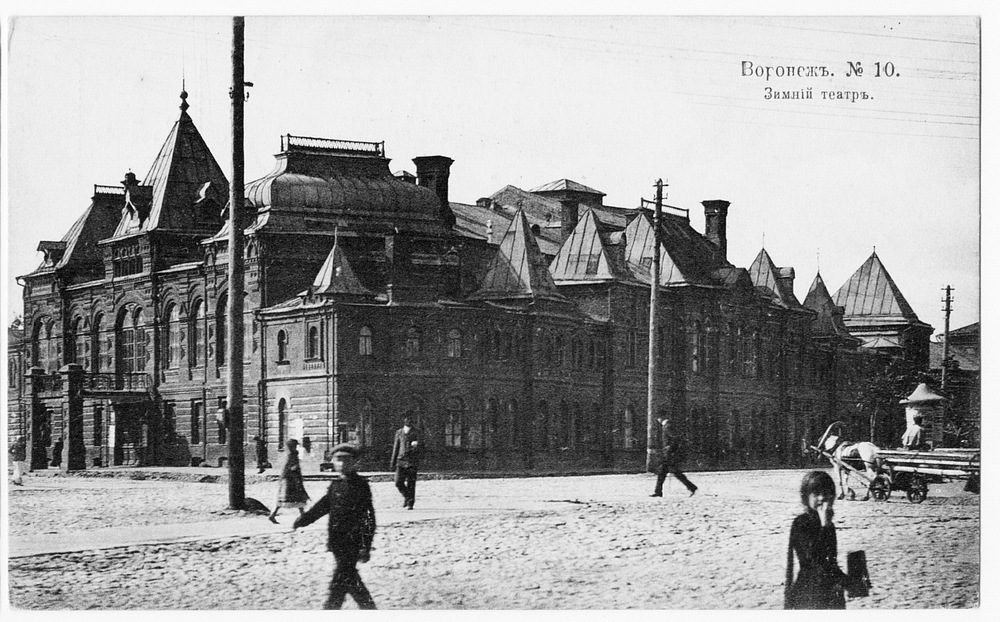
Театр в русском стиле

Здание драматического театра — здание в Воронеже, в котором размещается Воронежский академический театр драмы имени А. В. Кольцова. Расположено по адресу: проспект Революции, 55. Является одним из зданий, оформляющих площадь Никитина.
Первое здание театра было построено в 1821 году. В 1886 году театр был реконструирован и приобрёл новый облик в русском стиле. В 1937 году здание было вновь капитально реконструировано, в результате чего получил черты сталинского неоклассицизма. Во время Великой Отечественной войны здание было повреждено, но в 1943—1947 годах было полностью восстановлено.

## История
Здание на этом месте впервые показано на плане города 1822 года. Тогда оно было значительно меньших размеров и одноэтажным, а главный вход располагался со стороны Большой Дворянской улицы.
В 1880-х годах участок принадлежал Г. М. Веселовскому, издателю газеты «Дон». В 1884 году городская дума выкупила театр с торгов. После этого было принято решение реконструировать театр. На конкурс были представлены проекты ведущих воронежских архитекторов А. М. Баранова, С. Л. Мысловского и И. М. Тихомирова, однако ни один из них не было одобрен комиссией. Тогда Веселовский в августе 1885 года обратился к московскому архитектору М. Н. Чичагову, известному своими постройками в русском стиле. Уже в январе 1886 года появились первые чертежи, а в августе реконструкция была завершена, при этом главный вход был обращён в сторону нынешней улицы Карла Маркса.
В 1937 году здание было подвергнуто реконструкции по проекту Н. В. Александрова, в результате которой облик театра изменился на псевдоклассический.
Во время Великой Отечественной войны здание было повреждено. После освобождения города начались работы по восстановлению театра, и уже 31 декабря 1944 года театр принял зрителей. Полностью же восстановление завершилось в 1947 году.

## Архитектура

### Здание в русском стиле
Здание театра в русском стиле имело множество остроконечных шатров, завершающих его объём. По мнению некоторых специалистов, здание, выполненное в стилизованных формах московской архитектуры середины XVII века, выглядело чужеродным в застройке сравнительно молодого города. К тому же, оно не отвечало в полной мере нуждам города из-за затеснённых кулуаров и небольшого зрительного зала.

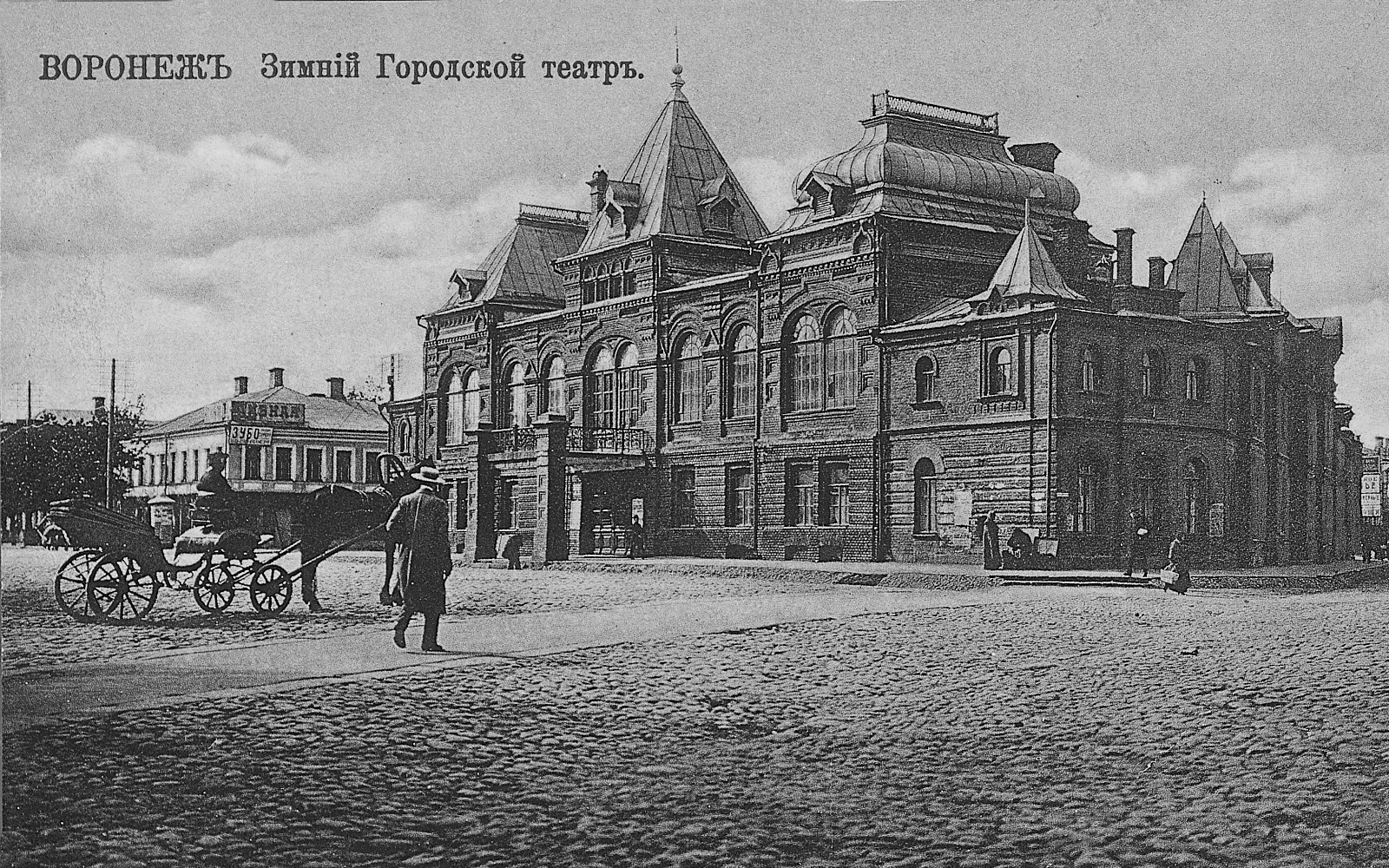
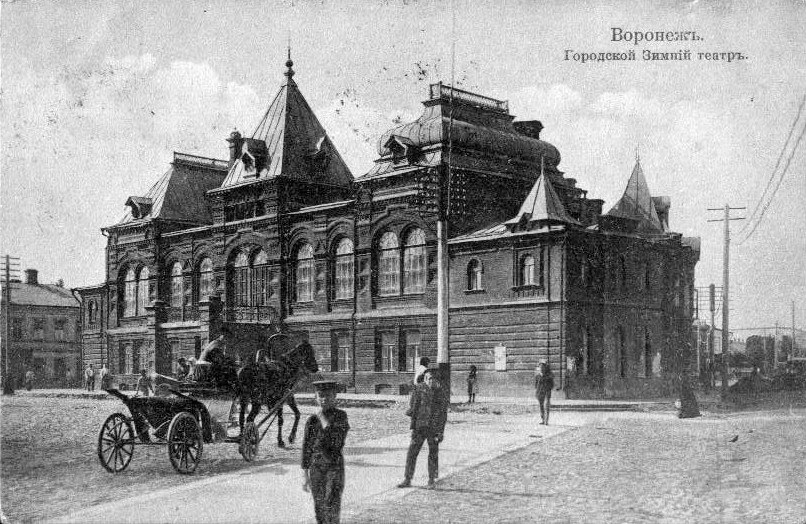
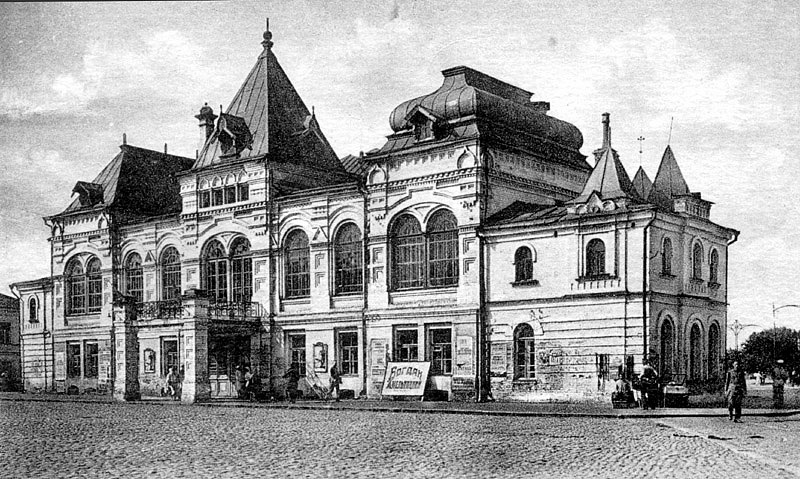
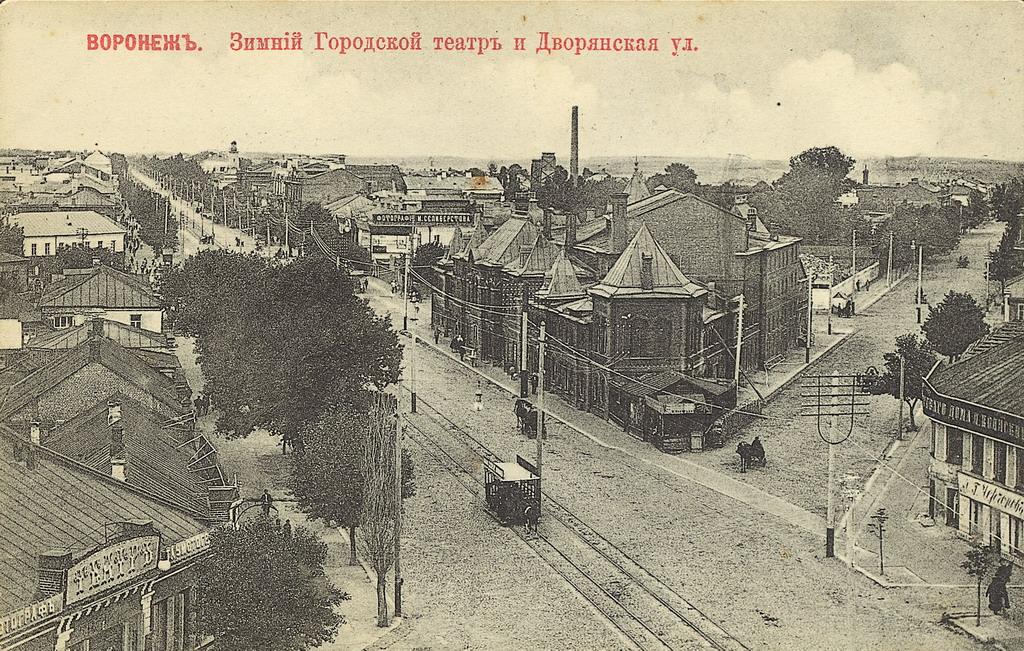
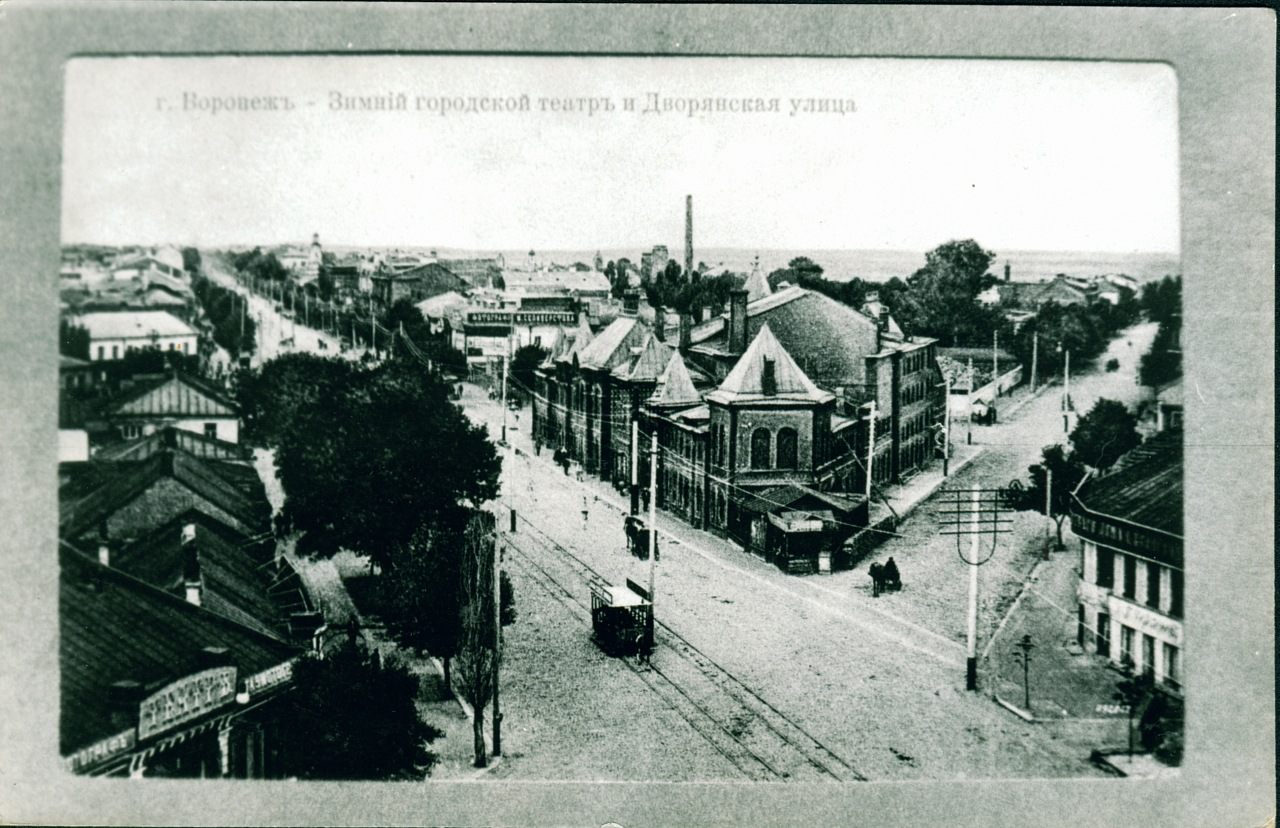

### Современное здание
Перед входом возник портик из спаренных пилонов с капителями. Здание было оштукатурено с использованием классического декора. Также была тщательно переработана и внутренняя планировка здания. Кулуары, фойе и зрительный зал были заново оформлены по проекту А. С. Данилова в классических формах. Использован контраст между фойе со строгими колоннами ионического ордера и лепным потолком, и лаконичным зрительным залом. Однако не все недостатки старого здания удалось устранить. В частности, кулуары остались тесными, гардероб разместился в подвале, с некоторых мест в зрительном зале была плохая видимость.
В ходе послевоенного восстановления над портиком театра была установлена скульптурная группа (скульптор В. Н. Авдеев), простоявшая до середины 1980-х годов.